# Rupert Llewellyn Vining
Rupert Llewellyn Vining (n. 26 decembrie 1963, Marea Britanie) este un diplomat britanic, care a îndeplinit funcția de consilier personal pe strategii anti-corupție al președintelui României, Traian Băsescu (2005-2007). 

## Biografie
Rupert Llewellyn Vining s-a născut la data de 26 decembrie 1963 în Marea Britanie. A obținut licența în drept. Este calificat ca avocat și Avocat al Curții Supreme (Criminalitate). În perioada martie 1990 - ianuarie 2004, a lucrat ca procuror în Servicul de Procuratură al Coroanei Regatului Unit al Marii Britanii și Irlandei de Nord. 
De asemenea, a activat ca diplomat la Consiliul Europei de la Strasbourg (ianuarie 2004 – iulie 2005) și ca expert rezident pentru Consiliul Europei, pe probleme de corupție și crimă organizată la Tbilisi (Georgia) (septembrie 2004 - aprilie 2005).
Rupert Llewellyn Vining a fost numit în mai 2005 în funcția de consilier personal pentru strategii anti-corupție al președintelui României, Traian Băsescu. Consilierul Vining, ca și consilierul David Broucher, a fost plătit de către Guvernul britanic, care i-a asigurat și cheltuielile de cazare pe durata șederii în România, în timp ce partea română i-a pus la dispoziție logistica necesară. Contractul celor doi britanici a fost pe durata unui an, cu posibilitatea prelungirii acestuia până la 1 ianuarie 2007. A demisionat din funcția de consilier în aprilie 2007.